# Domenico Manuel Caetano
Domenico Manuel Caetano – oder Cajetano –, selbsternannter Graf von Ruggiero, (* um 1670 in oder bei Neapel; † 23. August 1709 in Küstrin) war ein berühmter Abenteurer, Hochstapler, Alchemist und angeblicher Goldmacher der Barockzeit, dessen Werdegang vor allem durch die Prunksucht und Goldgier der Fürsten, Adligen und Bürger, aber auch infolge des hohen Geldbedarfs während des Pfälzischen Erbfolgekrieges, des Spanischen Erbfolgekrieges und des Großen Nordischen Krieges begünstigt wurde.

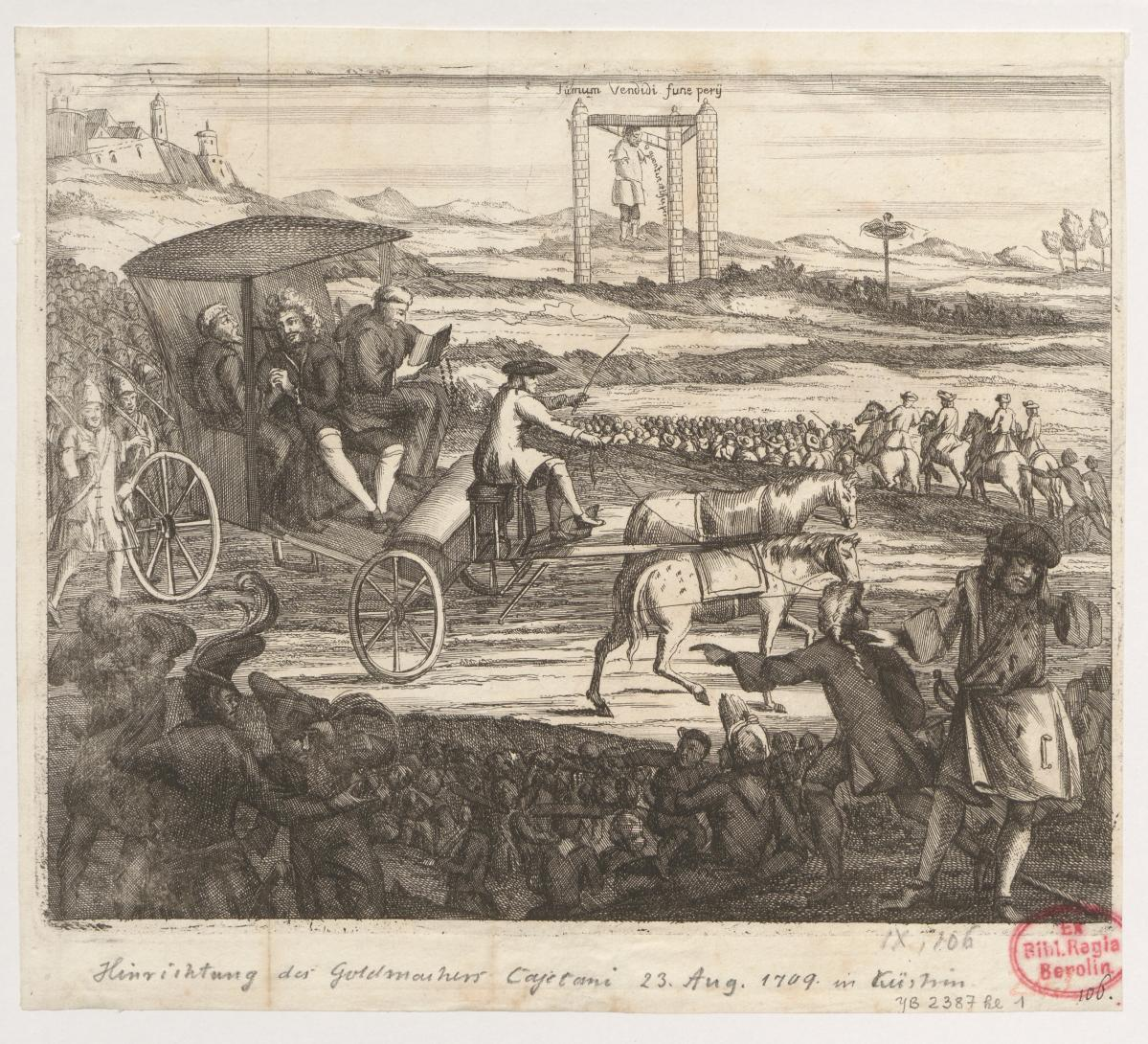
Einblattdruck: Hinrichtung Caetanos

## Leben

### 1695 bis 1704
Der aus einfachen Verhältnissen in oder bei Neapel stammende Hochstapler soll schon in Neapel der Falschmünzerei und des Betrugs beim Goldmachen bezichtigt worden sein, wie 1699 der bayrische Kurfürst von seinem neapolitanischen Beichtvater erfuhr. Danach soll der Vater des Domenico ein Knecht beim Herzog von Laurenzana gewesen sein, welcher dem uralten Fürsten- und Papstgeschlecht der Caetani angehörte. Der Vater hätte bereits wegen Falschmünzerei im Gefängnis gesessen und sei dort gestorben. Es gibt jedoch auch widersprechende Angaben aus einer anonymen Biographie, wonach er der Sohn eines Bauern von der Insel Pietra Bianca bei Neapel und gelernter Goldschmied gewesen sei. Nach einer weiteren Angabe soll er der Sohn eines Engländers gewesen sein, der von einem Franziskaner das betrügerische Goldmachen gelernt habe.
Er floh aus Neapel 1695 nach Venedig. Dort behauptete er, den – in Wahrheit nur aus einem wertlosen Gemisch aus Asche, Kalk und Mandelschalen bestehenden – Stein der Weisen zu besitzen und stellte vor einem leichtgläubigen Publikum den Aufsehen erregenden Prozess der angeblichen Goldherstellung vor. Caetano arbeitete häufig mit Gold gefüllten Rührlöffeln, die mit Wachs versiegelt waren. Während der Vorstellung schmolz in der Hitze des Feuers erst das Wachs und später trat geschmolzenes Gold aus. Der sprachgewandte Betrüger zauberte dann als geübter Taschenspieler einige Goldstücke hervor, versprach dabei seiner potentiellen Kundschaft, einen gewaltigen Goldschatz zu erschaffen und ließ sich am Ende der Vorstellung Vorschüsse auszahlen. Bald danach verschwand er aus der Lagunenstadt.
Dem Alchemisten gelang es in den folgenden Jahren reiche Bürger unter anderem in Verona zu täuschen, wo er eingesperrt wurde, aber auf Intervention des Papstes Innozenz XII. wieder freikam, dem er möglicherweise Spionagedienste angeboten hat. Über Genua, Augsburg, Spanien (Barcelona und Madrid), und London kam er nach Brüssel, wo er den bayrischen Kurfürsten Max Emanuel traf, der Statthalter der spanischen Niederlande war, und mit ihm alchemistische Experimente durchführte und ihn überzeugte, Gold machen zu können. Wann genau er sich als Don Domenico Manuel Caetano, Graf von Ruggiero auszugeben begann, ist unbekannt. 
Der Kurfürst machte ihn zum Obristen und Generalfeldzeugmeister (1697) und brachte ihn (nachdem er in Brüssel zwei gescheiterte Fluchtversuche unternommen hatte) unter Aufsicht seines Rats Peter von Dulac nach München, wo er wie versprochen Gold herstellen sollte. Zunächst war er im Haus von Dulac in München, dann in Burghausen unter Aufsicht des Barons Widman. Als die Erfolge ausblieben, war die Geduld des bayrischen Kurfürsten mit dem angeblichen italienischen Grafen schließlich am Ende. 1699 wurde er auf der zu einem Staatsgefängnis umgebauten Burg Grünwald eingesperrt – als erster Häftling. Die religiösen Gemälde, mit denen er seine Zelle ausmalte, sind noch heute erhalten. Nach eineinhalb Jahren gelang ihm die Flucht ins Salzburger Land, er kehrte aber freiwillig noch einmal nach Bayern zurück, um sich mit Erlaubnis des Kurfürsten in Burghausen erneut an der Goldmacherei zu versuchen. Ein weiteres Opfer fand er dort in dem hochverschuldeten Zisterzienserkloster Raitenhaslach bei Burghausen. 1702 entwich er nach Wien, konnte dort aber zunächst nichts erreichen und kehrte nochmals nach Bayern zurück, wo er erneut in Grünwald inhaftiert wurde. Erst nach der Zweiten Schlacht bei Höchstädt (1704) wurde der Gefangene von in Bayern eingerückten österreichischen Truppen befreit. Caetano begab sich nach Wien, wo er seine Betrügereien am Hof des Alchemie-gläubigen und hochverschuldeten Leopolds I. fortsetzte. Er erhielt diesmal Geldmittel für seine Goldmacherversuche und wurde dem Kardinal Leopold Karl von Kollonitsch unterstellt. In Wien machte er auch dem dort weilenden Kurfürsten Johann Wilhelm von der Pfalz Versprechungen auf eine Goldtinktur. Der Kurfürst und der inzwischen misstrauische Kollonitsch wetteten um eine hohe Summe (500.000 Taler) um die Glaubwürdigkeit von Caetano, was diesen veranlasste, 1705 aus Wien nach Berlin zu fliehen.

### 1705 bis 1709
Seit 1705 narrte der angebliche italienische Graf die Berliner Bevölkerung und sonnte sich im Ruhm, der Nachfolger des 1701 von Berlin nach Sachsen geflüchteten Böttgers zu sein. Caetano gelang es im Beisein des hoch verschuldeten Königs in Preußen und des Kronprinzen, die Verwandlung von Kupfer in Gold vorzugaukeln. Der ursprünglich skeptische evangelische Theologe, Arzt und Alchemist Johann Conrad Dippel wurde von Friedrich I. beauftragt, das „Können“ Caetanos zu begutachten. Diesem gelang es, den als seriös geltenden Gelehrten zu überlisten und als Befürworter zu gewinnen. Der König zweifelte nun nicht mehr an Caetanos Fähigkeiten und beauftragte ihn, Gold aus Kupfer, Quecksilber und anderen Stoffen herzustellen.
Obwohl Friedrich I. nun von den Künsten des Alchemisten überzeugt war, zögerte er, Caetano großzügige finanzielle Zuwendungen zur Beschaffung der „notwendigen Materialien“ zu gewähren. Nachdem ihn Warnungen des Pfälzer Kurfürsten und des Wiener Hofes erreicht hatten, forderte er die baldige Einhaltung der Versprechen Caetanos ein. Daraufhin vertröstete der Italiener den König mit einem prachtvollen Gemälde, auf dem Friedrich als biblischer König Salomo auf einem goldenen Thron, umgeben von goldenen Löwen und der goldenen Inschrift „Restaurata aurea secula“ dargestellt war. Der misstrauische König ließ sich nicht beirren, er bestand drohend auf seine Forderung. Dies bewegte Caetano zur plötzlichen Flucht, die nach Spanien gehen sollte, er wurde aber in Frankfurt am Main von Friedrichs Häschern gefangen gesetzt.
Der angebliche Goldmacher wurde dann auf die Festung Küstrin zum „ungestörten Arbeiten“ gebracht. Weil er dies dort nicht konnte, gestattete der König auf seine Bitten hin die Rückkehr nach Berlin. Gold lieferte der selbsternannte Graf von Ruggiero allerdings auch dort nicht, stattdessen führte er einen großen Staat, fuhr „allezeit mit zwey Carossen spazieren“ und hatte „die schönsten Pferde und 8 bis 10 Bediente“. So berichteten jedenfalls die Berliner Nouvellen am 22. November 1707, zugleich mitteilend, dass Domenico Manuel Caetano bei Nacht und Nebel erneut aus Berlin geflohen ist. Friedrich ließ daraufhin Caetano suchen; bereits im Frühjahr 1708 gelang es, den Geflüchteten in Frankfurt am Main festzusetzen und danach auf die Festung Küstrin zu überführen.
Der um sein Renommee fürchtende König in Preußen und Kurfürst von Brandenburg verkündete nun, dass Caetano als Betrüger hingerichtet werde, falls dieser nicht innerhalb eines Jahres größere Mengen Gold hergestellt habe. Die Goldherstellung gelang natürlich nicht, Caetano erreichte zwar noch eine Verlängerung der Frist um 14 Tage, aber als er auch zu diesem Zeitpunkt keine Ergebnisse vorlegen konnte, war die Geduld Friedrichs I. endgültig erschöpft.
Domenico Manuel Caetano, Graf von Ruggiero, wurde am 16. August 1709 vom preußischen Kammergericht zum Tode verurteilt und am 23. August 1709 zwischen 11 und 12 Uhr auf Befehl des preußischen Königs öffentlich in Küstrin an einem mit Flittergold beklebten Galgen aufgehängt. Der preußische König ließ bald danach – wohl zur Warnung an Nacheiferer – Flugblätter in allen Ländern des Reiches verteilen, in denen er das Ende des Hochstaplers kundtat. Neu war ein solches Urteil nicht, auch andere Alchemisten erfuhren ein ähnliches Schicksal, so etwa 1591 und 1597 die Alchemisten Marco Bragadino und Georg Honauer.

### Fazit
Domenico Manuel Caetano gehörte neben Johann Friedrich Böttger (1682–1719) und Hektor Johann von Klettenberg (1684–1720) zu den bekanntesten Alchemisten des beginnenden 18. Jahrhunderts. Böttger fürchtete nach Caetanos Ende um sein Leben. Eine Mitteilung Hoyms, der am 8. September 1709 an Flemming schrieb: „was gegen Cajetano vorgegangen und wie er den Galgen vor Küstrin zihret, wird Ewer Excellence bekannt sein, und dienet es zum ewigen Ruhm seiner Königl. Majestät in Preußen, daß sie sich nicht länger betrügen laßen. Mich deucht, unser Herr wird auf einmahl aufwachen, und mag unser Böttger wohl auch die Mäuse sehr lauffen hören …“, gab die allgemeine Stimmung am Hofe Augusts des Starken wieder. Böttger konnte dank der Förderung des Gelehrten Tschirnhaus (1651–1708) neue Wege in der Labor- und Experimentalforschung gehen, ihm war es vergönnt, erstmals europäisches Hartporzellan herzustellen. Dagegen scheiterten Caetano und der ebenfalls einige Jahre inhaftierte und dann am Galgen endende Klettenberg an der Unmöglichkeit, Gold aus anderen Stoffen herzustellen. Die Möglichkeit dazu wurde aber selbst von zeitgenössischen Gelehrten wie Robert Boyle und Gottfried Wilhelm Leibniz nicht prinzipiell ausgeschlossen. Zu der Erkenntnis, dass Gold nicht durch chemische Operationen aus anderen Stoffen herstellbar ist, gelangte erst im 19. Jahrhundert der russische Chemiker Dmitri Iwanowitsch Mendelejew (1834–1907), dessen Periodensystem der Elemente das Ende der betrügerischen Goldmacher einleitete.